# Szovjet Hadsereg
A Szovjet Hadsereg (oroszul: Советская армия / Szovjetszkaja armija) a Szovjet Fegyveres Erők része, annak egyik alapvető komponense volt 1946–1991 között. 1946-ban a Vörös Hadsereg átszervezése és átnevezése nyomán jött létre. A Szovjet Hadsereget a szárazföldi erők, a légierő, a légvédelmi csapatok és a hadászati rakétacsapatok alkották.
A Szovjet Hadsereg politikai irányító szerve a Szovjetunió Védelmi Minisztériuma volt, ennek volt alárendelve a hadsereg operatív és szakmai irányítását végző vezérkar. A Szovjet Hadsereg vezérkari főnöke egyúttal a védelmi miniszter első helyettese is volt.
A Szovjet Hadsereg története 1945 és 1992 között a hidegháborúval, az afganisztáni háborúval és a Szovjetunió felbomlásával van szorosan összefonódva. Ebben az időszakban a hadsereg jelentős átalakulásokon és fejlesztéseken ment keresztül, ami katonai felszerelésben, stratégiában és globális jelenlétben egyaránt megmutatkozott.

## Története

### A Szovjet Hadsereg helyzete a II. világháború után (1945–1950-es évek)
A háború után a Szovjetunió és az Egyesült Államok szembenállása elkezdődött, amely katonai és technológiai versenyfutássá alakult és beköszöntött a hidegháború korszaka. A szovjet hadsereg fő feladata az volt, hogy fenntartsa az egyensúlyt a nyugati erőkkel, különösen a NATO-val szemben. Az 1950 és 1953 között zajló koreai háborúban a Szovjetunió biztosított korszerű harci repülőgépeket, például MiG–15-ös vadászrepülőgépeket, és szovjet pilóták is részt vettek a bevetéseken, habár hivatalosan kínai vagy észak-koreai színekben harcoltak annak érdekében, hogy elkerüljék a közvetlen konfrontációt az Egyesült Államokkal. A szovjet katonai tanácsadók jelentős segítséget nyújtottak az észak-koreai haderő kiképzésében és irányításában. A szovjet szakemberek hozzájárultak a stratégiák kidolgozásához, és segítették a harci műveletek koordinálását, ráadásul a Szovjetunió nagy mennyiségben biztosított fegyvereket, lőszert és hadianyagot, hogy támogassa Észak-Koreát a dél-koreai és ENSZ-csapatok elleni harcban.
A szovjet hadsereg jelen volt a kelet-európai országokban, biztosítva a szocialista kormányok fennmaradását és kezdeményezésére 1955. május 14-én létrehozták a Varsói Szerződést. 1956-ban a magyar forradalom leverése a szovjet katonai jelenlét egyik meghatározó eseménye volt. A szovjetek gyorsan növelték atomfegyver-kapacitásukat, és 1949-ben végrehajtották az első sikeres atomkísérletüket, amely lényegesen megváltoztatta a globális katonai egyensúlyt.

### Modernizáció és a rakétafegyverkezési verseny (1960-as–1970-es évek)

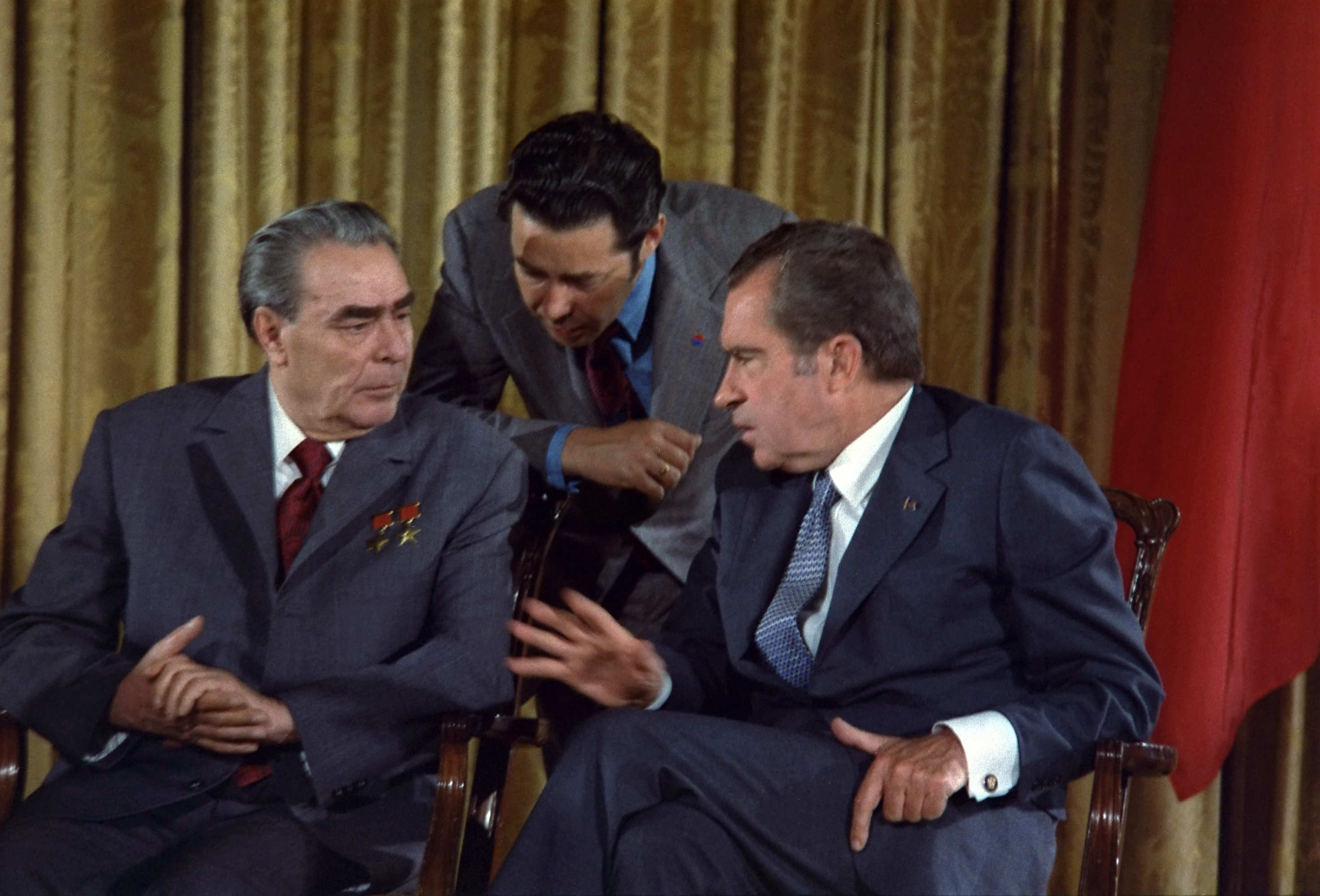
Leonyid Brezsnyev (balra) szovjet főtitkár és Richard Nixon amerikai elnök találkozója Washingtonban 1973. június 19-én

A vietnámi háború során a Szovjetunió az Észak-Vietnámi Hadsereg (NVA) és a Vietkong számára modern fegyvereket és technológiát biztosított, például légvédelmi rakétákat (például a híres SZ–75 Dvina vagy más néven SA-2 rakéták), páncélozott járműveket, kézifegyvereket és tüzérséget. Ezek a fegyverek jelentős szerepet játszottak az amerikai légierő elleni harcban és a gerilla-hadviselés során. Szovjet katonai szakértők és tanácsadók dolgoztak Észak-Vietnámban, akik segítették a vietnámiakat a modern légvédelmi rendszerek működtetésében. A szovjetek közvetlenül részt vettek az amerikai B-52-es bombázók elleni légvédelmi harcban is, ami kulcsfontosságú volt az észak-vietnámi területek védelmében. Szovjet katonai tanácsadók Észak-Vietnámban kiképezték a helyi erőket, segítettek hadászati tervezésben, és közvetlenül támogatták a harctéri műveleteket. A szovjetek segítették Észak-Vietnámot a modern gerillahadviselés és a stratégiai hosszú távú konfliktusban való kitartás érdekében. A Szovjetunió gazdaságilag és diplomáciailag is támogatta Észak-Vietnámot, ami lehetővé tette számukra a háború fenntartását. Moszkva támogatásával Észak-Vietnám képes volt ellenállni az amerikai nyomásnak, és fenntartani a harci morált és az utánpótlást.
A szovjetek nagyszámú interkontinentális ballisztikus rakétát (ICBM) fejlesztettek ki, amik képessé tették a Szovjetuniót arra, hogy elérjék az Egyesült Államokat, és létrehozták a MAD (kölcsönös megsemmisítés) stratégiát, amelyben mindkét fél képes lett volna megsemmisíteni a másikat. Az űrverseny is fontos szerepet játszott, mivel a katonai műholdak és más űrtechnológiák révén a szovjetek tovább erősítették globális megfigyelési és kommunikációs képességeiket. A prágai tavasz leverése során a szovjet hadsereg ismét közbeavatkozott, hogy fenntartsa a keleti blokk szocialista rendjét.

### Az afganisztáni háború (1979–1989)
1979-ben a szovjet hadsereg bevonult Afganisztánba, hogy támogassa az ottani kommunista kormányt a lázadók (mudzsahedek) ellen. Az afganisztáni háború komoly kihívást jelentett, mivel az afgán felkelők gerilla-harcmodorban küzdöttek, amit a helyi viszonyok és az amerikai CIA által biztosított fegyverek (például a Stinger rakéták) is segítettek. A szovjet hadseregnek sok vesztesége volt, és a háború egyre népszerűtlenebbé vált. A háború mind morálisan, mind gazdaságilag kimerítette a Szovjetuniót, és a kivonulás 1989-ben jelentős politikai és katonai vereségnek számított.

### A Szovjetunió szétesése és a hadsereg felbomlása (1989–1992)

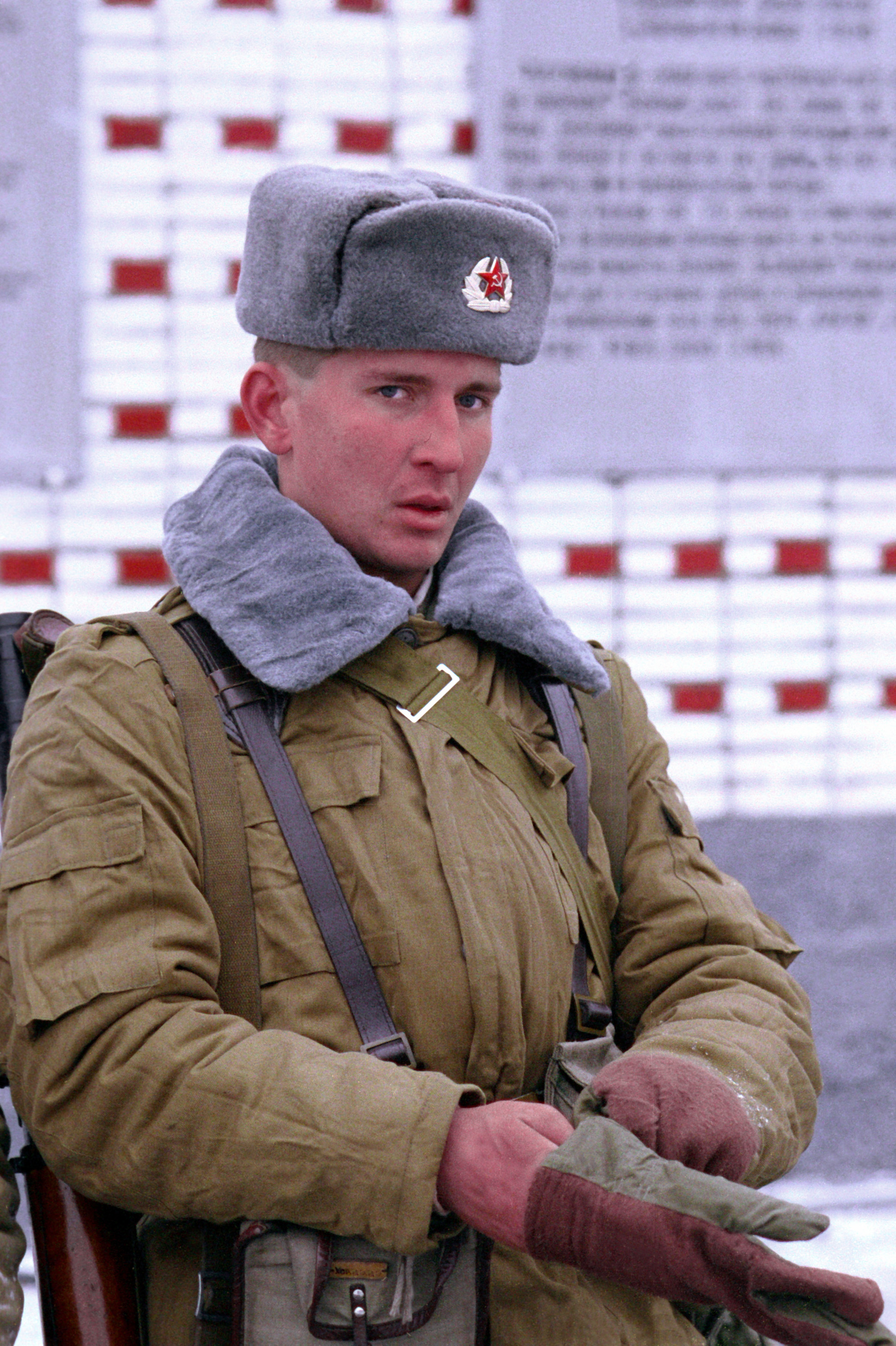
A 2. Gárda Motorizált Lövészhadosztály katonája Moszkvában 1992 január 3-án, néhány nappal a Szovjetunió hivatalos felbomlását követően

Az 1980-as évek végén Mihail Gorbacsov reformjai (glasznoszty és peresztrojka) a Szovjetunió politikai és gazdasági rendszerének lazításához vezettek. Az 1989-es kelet-európai rendszerváltások és a Varsói Szerződés felbomlása új helyzetet teremtett. 1991-ben a Szovjetunió megszűnt létezni, és a Szovjet Hadsereg többé nem volt egységes. Az egyes utódállamok, különösen Oroszország és Ukrajna, felosztották a szovjet katonai eszközöket, ami jelentős katonai átszervezésekkel járt. A Szovjet Hadseregből 1992-re létrejött az orosz hadsereg, amely folytatta a szovjet hagyományokat, de jelentősen csökkentett létszámmal és költségvetéssel.

## Technológiai fejlesztések és katonai felszerelés
Páncélosok és repülőgépek: A szovjetek folyamatosan fejlesztették harckocsijaikat és repülőgépeiket, mint például a T–64, T–72 és T–80 tankokat, illetve a MiG–21, MiG–29 és Szu–27 vadászgépeket, amelyek versenyképesek voltak a nyugati NATO-eszközökkel.
Haditengerészet: A Szovjet Haditengerészet hatalmas flottát épített ki, különösen tengeralattjárókból, amelyek nukleáris fegyvereket hordoztak. Céljuk a világóceánok feletti befolyás kiterjesztése volt.
Nukleáris fegyverek: A szovjetek óriási arzenált halmoztak fel, beleértve a termonukleáris bombákat, közepes hatótávolságú rakétákat és mobil rakétasilókat, amelyek stratégiai előnyt jelentettek a nyugati blokk ellen.

## Összegzés
A Szovjet Hadsereg 1945 és 1992 közötti története rendkívül komplex. Ez alatt az időszak alatt a Szovjetunió globális katonai szuperhatalommá vált, és hatalmas technológiai fejlődésen ment keresztül, különösen a rakéta- és atomfegyverek terén. A hidegháború alatt betöltött szerepe meghatározó volt a keleti blokk és a nyugat közötti geopolitikai egyensúly fenntartásában, azonban az afganisztáni háború és a gazdasági problémák végül hozzájárultak a Szovjetunió és hadseregének felbomlásához.